# مارتن غرينبيرغ
مارتن غرينبيرغ (بالإنجليزية: Martin Greenberg)‏ هو مترجم أمريكي، ولد في 3 فبراير 1918 في نيويورك في الولايات المتحدة، وتوفي في 20 أكتوبر 2013 في ميدفورد في الولايات المتحدة.